# JR Hokkaido série H100
Pour les articles homonymes, voir H100.
La série H100 (H100形, H100-gata) est un type d'autorail exploité par la compagnie Hokkaido Railway Company (JR Hokkaido) au Japon.

## Description
Les autorails de la série H100 sont les premiers modèles à transmission diesel-électrique à être exploitées par la JR Hokkaido, avec des moteurs diesel entraînant des générateurs, qui à leur tour alimentent des moteurs de traction électriques. Ces autorails se composent d'une seule caisse et sont similaires à la série GV-E400 de la JR East. La série H100 est surnomée « DECMO » pour « Diesel Electric Car with MOtors » (Voiture diesel-électrique avec moteurs).
L'aménagement intérieur comprend des sièges longitudinaux à proximité des portes et des sièges transversaux plus à l'intérieur des voitures. Ces dernières sont équipées de toilettes universelles.

## Histoire
Le premier exemplaire de la série H100 est entré en service le 14 mars 2020.

## Affectation
Les autorails de la série H100 effectuent des services locaux sur les lignes suivantes :
- ligne principale Hakodate, entre les gares d'Oshamambe et d'Asahikawa,
- ligne principale Muroran, entre les gares d'Oshamambe, de Tomakomai et de Muroran,
- ligne principale Nemuro, entre les gares de Shintoku et de Kushiro,
- ligne Furano sur toute la ligne,
- ligne principale Sōya , entre les gares d'Asahikawa et de Nayoro,
- ligne principale Sekihoku sur toute la ligne,
- ligne principale Senmō sur toute la ligne.

## Galerie photos

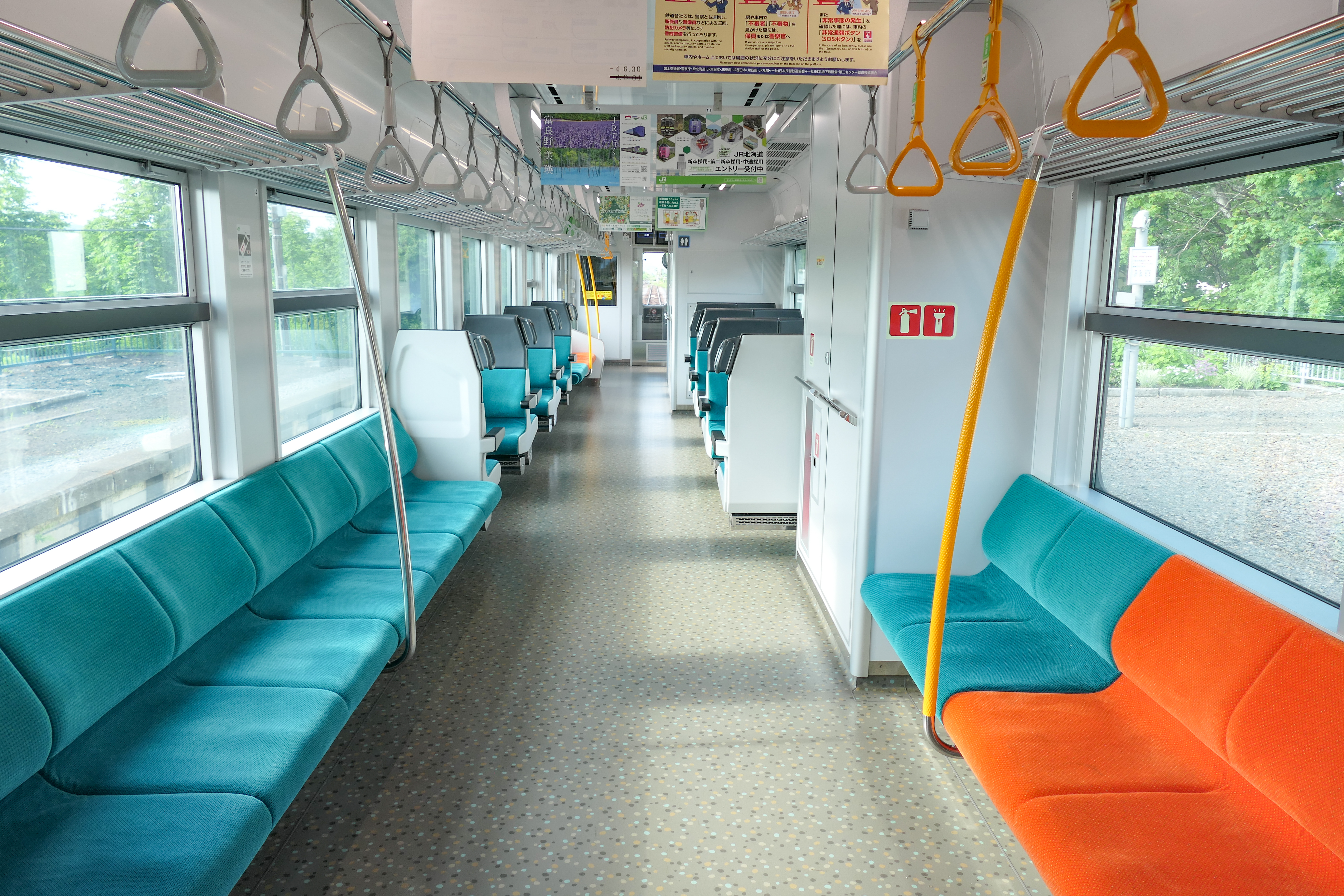
Intérieur d'une voiture (sièges longituninaux).
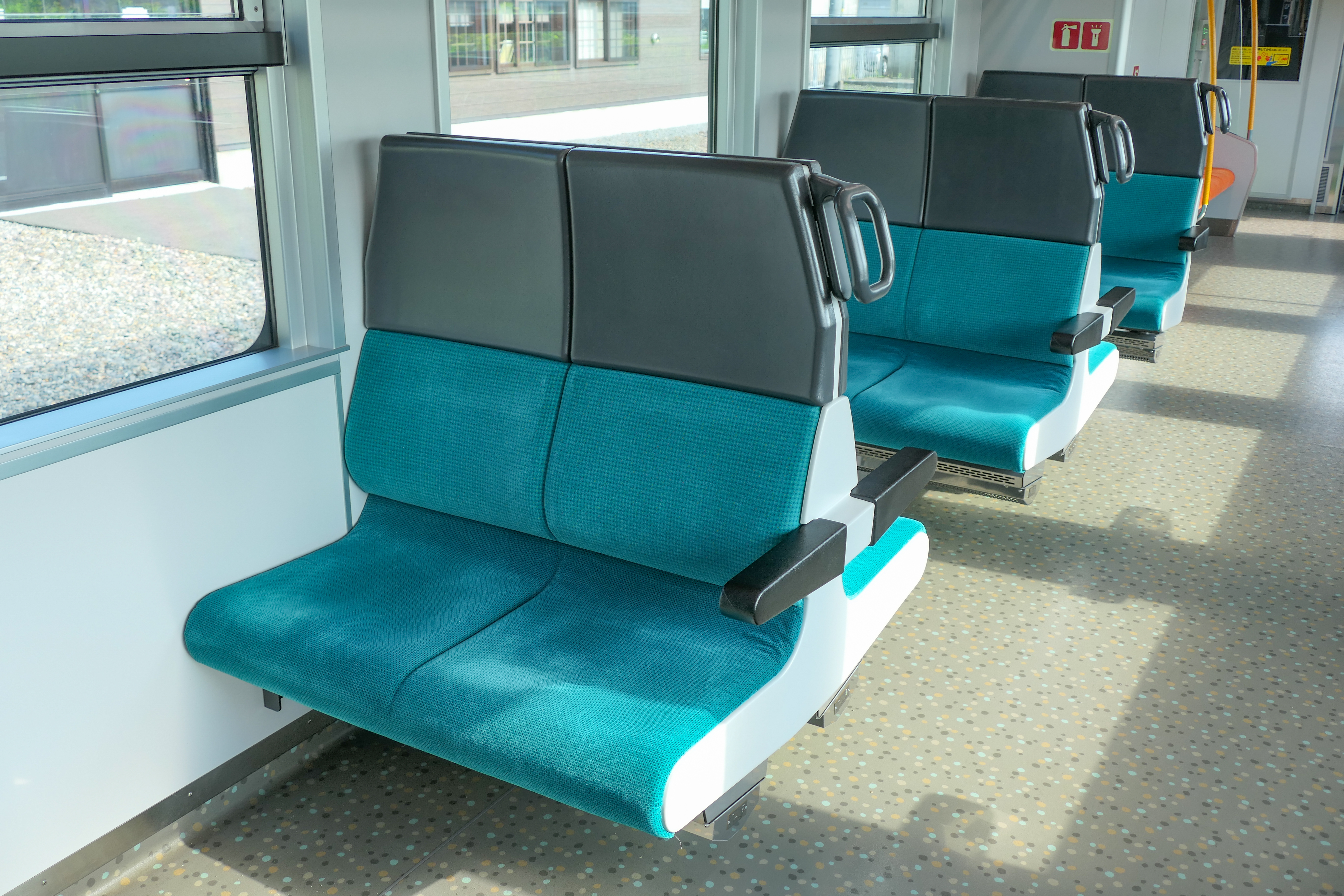
Intérieur d'une voiture (sièges transversaux).
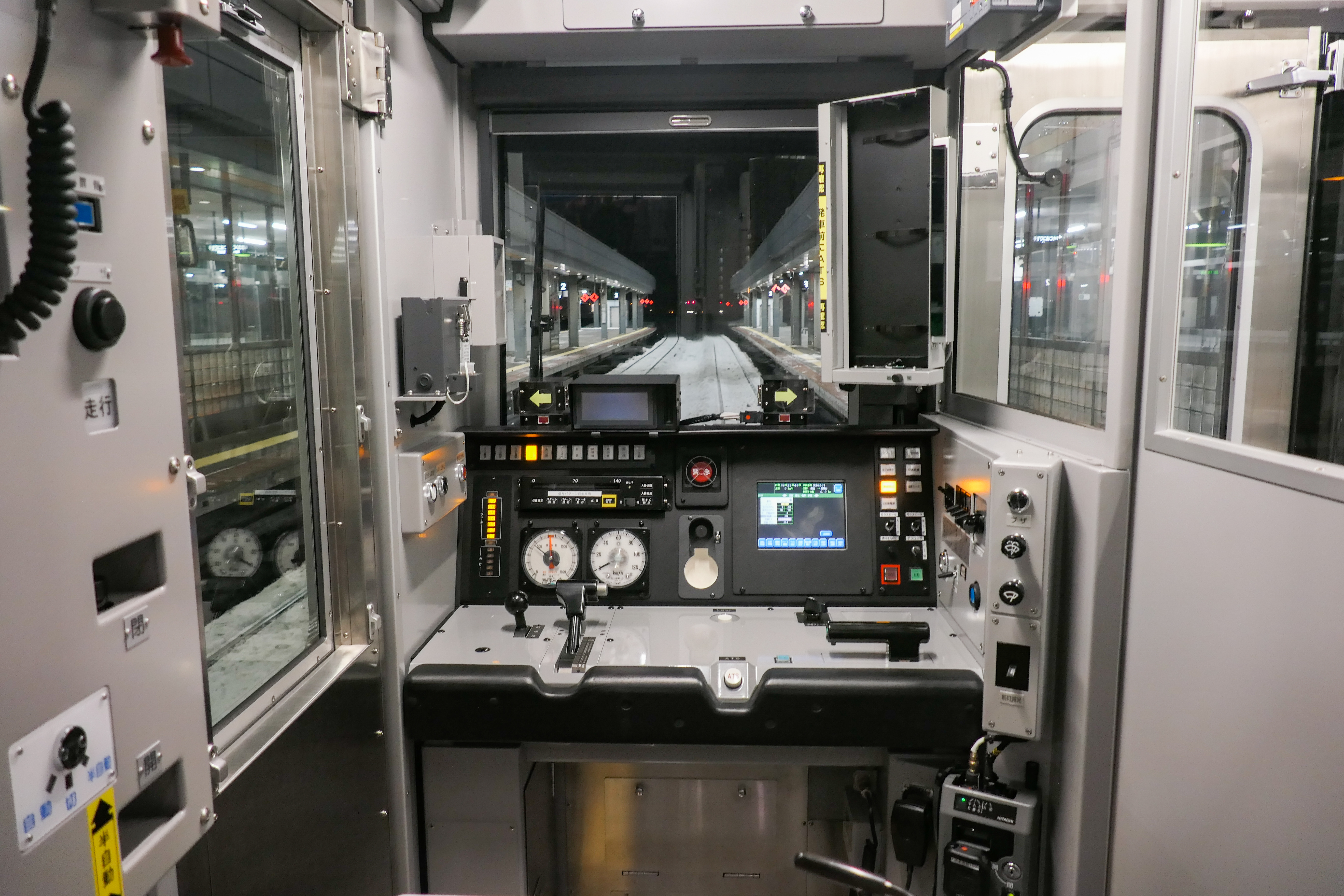
Cabine de conduite.